# Mottingham
Mottingham est une zone anglaise située au sud-est de Londres, dans les boroughs londonien de Lewisham, de Bromley et de Greenwich.